# العبودية في كوريا
وُجدت العبودية في كوريا رسميًا منذ العصور القديمة حتى القرن العشرين. كانت مهمةً جدًا في كوريا العصور الوسطى؛ وكانت مؤسسة رئيسية. بدأت العبودية في التراجع في القرن الثامن عشر.
تعتبر ممارسة العبودية حاليًا غير قانونية في كوريا الجنوبية، على الرغم من الأشكال الخفية من العبودية الحديثة غير المشروعة متل الإتجار بالبشر، التي ما تزال موجودة. في كوريا الشمالية، ما تزال تُمارَس العبودية من قبل نظام الدولة. يُقدّر أن 10.4 بالمئة تقريبًا من سكان كوريا الشمالية مُستعبدون فعليًا اعتبارًا من عام 2018.

## تاريخها
وُجدت العبودية في كوريا منذ ما قبل فترة الممالك الكورية الثلاث، أي منذ نحو 2000 عام تقريبًا. وُصفت العبودية بأنها «مهمة جدًا في كوريا العصور الوسطى، وربما أكثر أهمية منها في أي بلد شرق آسيوي آخر، لكن بحلول القرن السادس عشر، كان النمو السكاني يجعلها غير ضرورية». وفقًا للباحث في الدراسات الكورية مارك إيه. بيترسون من جامعة بريغهام يونغ، فإن ـطول سلسلة العبودية غير المنقطعة التي تمتلكها كوريا يعتبر أكبر من أي مجتمع آخر في التاريخ (تمتد نحو 1500 عام)، وهو ما يعزوه بيترسون إلى تاريخ طويل من التحولات السلمية والمجتمعات المستقرة في كوريا.
حررت سلالة جوريو الحاكمة العبيد على نطاق واسع في عام 956. أصدر غوانغونغ الغوريوي قانون العبيد والأرض، وهو قانون «جرّد النبلاء من الكثير من قوتهم البشرية المتمثلة على شكل عبيد، وطهر طبقة النبلاء القديمة، والرعايا الجديرين بالتقدير ونسلهم وأنسابهم العسكرية بأعداد كبيرة». لا توجد معلومات عن العبودية في حقبة غوريو الوسطى. تكثفت العبودية واندلع العديد من تمردات العبيد في نهاية فترة حكم سلالة غوريو. حُرر العبيد على نطاق واسع في بداية حكم سلالة جوسون.
في حقبة جوسون، عُرف أفراد طبقة العبيد باسم نوبي(النوبيين). لم يكن ممكنًا التمييز بين النوبيين والرجال الأحرار (أي الطبقة الوسطى والعامة) وذلك بخلاف طبقة يانغبان الحاكمة، إذ كان بعضهم يمتلكون حقوق ملكية لممتلكاتهم، وهيئات قانونية وحقوق مدنية. لذلك، يناقش بعض الباحثين أنه من غير المناسب وصفهم «بالعبيد»، في حين يصفهم باحثون آخرون «بالأقنان». علاوة على ذلك، فإن الكلمة الكورية التي تشير إلى العبد الحقيقي، بالمعنى الأوروبي والشمال أمريكي، هي نوي (noye) وليس نوبي(nobi). كان بعض النوبيين يمتلكون نوبيًا خاصًا بهم.
كان النوبي المنزلي يعمل بمثابة خادم شخصي ومحلي، وكان يتلقى معظمهم راتبًا شهريًا يمكن أن يزيد عليه الأرباح التي يكسبونها خارج ساعات عملهم الاعتيادية. كان النوبيون المقيمون خارجًا يقيمون على بعد مسافة، وكانوا مختلفين عن المزارعين المستأجرين والعوام. كانوا مُسجلين رسميًا على أنهم وحدات عائلية مستقلة ويمتلكون منازلهم وعائلاتهم وأرضهم وثرواتهم الخاصة. كان عدد النوبيين المقيمين خارجًا أكبر بكثير من النوبيين المنزليين. في نظام شاكاي، كان يُعطى النوبي قطعتي أرض زراعيتين، ويدفع ما ينتج عن القطعة الأولى إلى السيد، وما ينتج من القطعة الثانية يبقى للنوبي ليستهلكه أو يبيعه. للحصول على الحرية، يمكن للنوبي أن يشتريها، أو يكسبها من خلال الخدمة العسكرية، أو يحصل عليها بمثابة خدمة من الحكومة. ربما تراوح عدد السكان النوبيين إلى نحو ثلث السكان، ولكن في المتوسط كان يشكل النوبيون نحو 10 بالمئة من عدد السكان الكلي.
كان يُعتقد أن العلاقة الهرمية بين السيد الياغباني والنوبي مُكافئة للعلاقة الهرمية الكونفوشيوسية بين الحاكم والتابع، أو الأب والأبن. كان يُعتبر النوبيون امتدادًا لجسد السيد نفسه، وقد طُورت أيديولوجية قائمة على الرعاية والالتزام المتبادل. وضحت سجلات أحداث (حوليات) الملك تايجونغ أن: «النوبي هو إنسان مثلنا أيضًا؛ لذلك، من المنطقي أن نعامله بسخاء»، «وفي بلدنا، نحن نحب النوبيين فيها كونهم يشكلون جزءًا من هيكلنا».
في عام 1426، سنّ سيجونغ العظيم قانونًا منح فيه نساء الحكومة النوبيات 100 يوم إجازة أمومة بعد الولادة، وزادت في عام 1430 بمقدار شهر واحد تأخذها قبل الولادة. في عام 1434، منح سيجونغ الرجل أيضًا 30 يومًا إجازة أبوة.
تراجع النظام النوبي في بداية القرن الثامن عشر. كان هناك نقد لاذع للنظام النوبي بين المفكرين البارزين في كوريا منذ بداية حكم سلالة جوسون وخاصةً في بداية القرن السابع عشر. كان هناك مؤشرات إلى تغييرات في الموقف تجاه النوبيين حتى داخل حكومة جوسون. نفّذ الملك يونغجو سياسة التحرير التدريجي في عام 1775، وقدم إلى جانب خلفه الملك جونغجو عدة اقتراحات وتطويرات خففت العبء على النوبيين، مما أدى إلى تحرير الغالبية العظمى من نوبيي الحكومة في عام 1801. إضافةً على ذلك، بحلول عام 1858، ساهم النمو السكاني، والعبيد الهاربين الكثيرين، والاستغلال التجاري المتزايد للزراعة وظهور طبقة صغار المزارعين المستقلين، في انخفاض عدد النوبيين إلى نحو 1.5% من المجموع الكلي للسكان. أُلغي النظام النوبي الموروث رسميًا بين عامي 1886 و1887، وأُلغي ما تبقى من النظام النوبي من خلال إصلاح غابو في عام 1894. مع ذلك، لم تختفِ العبودية بشكل كامل في كوريا حتى عام 1930، أثناء فترة الحكم الإمبراطوري الياباني.
استخدم اليابانيون بعض الكوريين في العمل القسري خلال الحكم الياباني لكوريا في فترة الحرب العالمية الثانية، وذلك تحت ظروف يمكن تشبيهها بالعبودية. تضمن ذلك إجبار الجيش الياباني الإمبراطوري للنساء على العبودية الجنسية قبل وخلال الحرب العالمية الثانية تحت مسمى «نساء المتعة».